# Victor Rasuk
Victor Rasuk (n. Harlem, Nueva York; 15 de enero de 1984) es un actor estadounidense de origen dominicano. Tiene un hermano, Silvestre, con quien protagonizó la película Raising Victor Vargas.
Asistió a la escuela de artes escénicas en su juventud y comenzó a actuar a los 14 años. Obtuvo su primer papel a los 16 años en el cortometraje Five Feet High and Rising que, con menos de 30 minutos de duración, fue un éxito en el Independent Spirit Film Festival. Dos años más tarde, el mismo director, Peter Sollett sugirió ampliarlo a un largometraje que llevaría por nombre Raising Victor Vargas y que proporcionó a Rasuk un premio en el Independent Spirit Film Festival por su trabajo en la película. Su siguiente película fue Rock Steady, en la que interpretó a un personaje llamado Roc. Dos años más tarde asumió un papel principal en Haven con Orlando Bloom y la actriz, también de padres dominicanos, Zoe Saldaña en 2004. 
En 2005 fue estrenada Los amos de Dogtown donde interpreta a Tony Alva, uno de los personajes principales de la película. En la película hace surf y ejecuta algunos trucos de skateboarding, a pesar de que las maniobras más complicadas fueron realizadas por los dobles (incluyendo las escenas de surf en el Pacific Ocean Park y las partes de patinaje en piscinas vacías). Rasuk es un actor de un gran carácter, tanto dentro como fuera de la pantalla. Más tarde creyendo que había dominado la rampa de patinaje enorme en apenas su segunda semana de práctica, Rasuk se fracturó uno de los huesos de la órbita. Rasuk dice que el accidente le valió el respeto de los patinadores reales en el reparto y en el equipo. 
Víctor ahora se puede ver en la serie de televisión de HBO titulada How To Make It In America (2010), coprotagonizada junto a Bryan Greenberg y el rapero Kid Cudi. Ha sido confirmando para interpretar el papel de José Rodríguez, el mejor amigo de Anastasia Steele en 50 Sombras de Grey.

## Filmografía
- Flawless (1999): El niño del vecindario
- Five Feet High and Rising (2000): Victor
- The Soft Parade (corto) (2001): Shakespeare NYU
- Raising Victor Vargas (2002): Victor Vargas
- Rock Steady (2002): Roc
- Undefeated (2003): Street Kid
- Haven (2004): Fritz
- Eternal Sunshine of the Spotless Mind (2004): Desconocido
- Los amos de Dogtown (2005): Tony Alva
- I'm Reed Fish (2006): Frank Cortez
- Bonneville (2006): Bo Douglas
- Emil (2006)
- Spinning Into Butter (2007): Patrick Chibas
- Adrift in Manhattan (2007): Simon Colon
- Feel the Noise (2007): Javi
- Stop-Loss (2008): Rico Rodríguez
- Che (2008): Rogelio Acevedo
- ER (Serie de Tv) (2008–2009): Dr. Ryan Sanchez
- Life Is Hot in Cracktown (2009): Manny
- The War Boys (2009): Greg
- Apples (2010): Valet
- How to Make It in America (Serie de TV) (2010): Cameron 'Cam' Calderon
- Celestina (2010): Nelson
- Keep Coming Back (2011): Bobby
- Jobs (2013): Bill Fernández
- Godzilla (2014): Sargento Tre Morales
- Cincuenta sombras de Grey (2015): José Rodríguez
- Cincuenta sombras más oscuras (2017): José Rodriguez
- Cincuenta sombras liberadas (2018): José Rodríguez
- The Mule (2018): Rico